# Мухоловка садова
Мухоло́вка садова (Muscicapa tessmanni) — вид горобцеподібних птахів родини мухоловкових (Muscicapidae). Мешкає в Західній і Центральній Африці. Вид названий на честь німецького ботаніка і антрополога Гюнтера Тессманна.

## Поширення і екологія
Садові мухоловки мешкають в Сьєрра-Леоне, Ліберії, Кот-д'Івуарі, Гані, Нігерії, Камеруні, Екваторіальній Гвінеї і Демократичній Республіці Конго. Вони живуть на узліссях вологих тропічних лісів та на галявинах.